# Giovanni Righi (frate)
Giovanni Righi (Fabriano, 1469 – Cupramontana, 1539) è stato un francescano italiano dell'Ordine dei frati minori e sacerdote della Chiesa cattolica.
È venerato come beato l'11 marzo, come risulta dal Martirologio Romano.

## Biografia
Nato a Fabriano, dalla nobile famiglia Righi, Giovanni visse la spiritualità cristiana appresa fin dall'infanzia con uno slancio cavalleresco ancora tutto medievale.
Dopo aver professato la regola scritta da San Francesco, visse nel convento di Forano. In seguito, per raggiungere maggior perfezione, si fece solitario in una grotta detta «La Romita», a Massaccio. Visse in penitenza e austerità, pregando, leggendo gli scritti dei Padri della Chiesa e spendendosi per le persone con cui veniva in contatto.
Dal momento della sua morte, fu venerato nella chiesa francescana di San Giacomo Della Romita a Cupramontana, dove si trova sepolto.